# Nesozineus zonatus
Nesozineus zonatus là một loài bọ cánh cứng trong họ Cerambycidae.